# Amorphophallus smithsonianus
Amorphophallus smithsonianus là một loài thực vật có hoa trong họ Ráy (Araceae). Loài này được Sivadasan mô tả khoa học đầu tiên năm 1989.